# Cottage loaf
La cottage loaf è un tipo di pane tradizionale originario del sud dell'Inghilterra. Essendo composta da due pagnotte rotonde di dimensioni diverse e dove quella più grande sta alla base, la cottage loaf ricorda nell'aspetto la brioche francese e il pain chapeau, del Finistère.

## Storia
Le origini della cottage loaf sono ignote e non si è a conoscenza del perché prenda quel nome. Nel suo English Bread and Yeast Cookery, edito per la prima volta nel 1977, Elizabeth David ipotizzò che il pane avesse quella forma per ottimizzare lo spazio nei vecchi forni per il pane. Il termine cottage loaf non risulta mai essere apparso per iscritto fino alla metà del XIX secolo. Prima di allora, esisteva un pane simile dalla forma oblunga conosciuto come cottage brick, che era diffuso dalle parti di Londra.
Le cottage loaf divennero comuni fino alla seconda guerra mondiale. Tuttavia, essendo lunghe e difficili da preparare, oltre che meno pratiche da tagliare rispetto alle pagnotte rotonde, le cottage loaf divennero rare.